# Doppelsummenanalyse
Die Doppelsummenanalyse (Doppelsummenkurvenverfahren) ist ein statistisches Verfahren in der Hydrologie oder Meteorologie um Inhomogenitäten von Messreihen zu identifizieren und gegebenenfalls zu bereinigen. Hierzu werden die Werte einer als homogen bekannten, mit den zu prüfenden Daten in Beziehung stehender Messreihe (zum Beispiel Niederschlag/Abfluss oder Niederschlagswerte benachbarter Messpunkte) und der zu prüfenden Reihe schrittweise aufsummiert und graphisch gegeneinander aufgetragen.
{\displaystyle Summe(1)=Messwert(1)}
{\displaystyle Summe(2)=Messwert(1)+Messwert(2)}
{\displaystyle Summe(n)=Messwert(1)+Messwert(2)+...+Messwert(n)}

„Die Bezugszeitreihe muss selbst konsistent und homogen sein und mit der zu prüfenden Zeitreihe eng genug korrelieren (lineare Beziehung). Sind diese Voraussetzungen er- füllt, so stellt sich die Doppelsummenfunktion als Gerade dar, wie in der Abbildung dargestellt. Jede signifikante Abweichung von dieser Geraden deutet auf eine Inhomogenität der Prüfzeitreihe hin.“

Zur Interpretation der Grafik: Ein „linearer Knick“ (1) deutet auf eine bleibende Beeinflussung hin, ein „Sprung“ (2) auf eine einmalige Beeinflussung. Die Linie (3) zeigt eine ständig zunehmende Beeinflussung, während eine kontinuierliche willkürliche Beeinflussung (4) keine Systematik mehr erkennen lässt.
Wenn in der beschriebenen (groben) Analyse solche Abweichungen vom linearen Verlauf entdeckt werden, muss man mit verfeinerten Methoden, z. B. der Linearen Regressionsanalyse, den systematischen Fehler genauer eingrenzen.